# Sedgwick County (Kansas)
Sedgwick County je okres ve státě Kansas v USA. K roku 2010 zde žilo 498 365 obyvatel. Správním městem okresu je Wichita. Celková rozloha okresu činí 2 614 km². Byl pojmenován podle Johna Sedgwicka.